# Charles Booth
Charles Booth (30. března 1840, Liverpool – 23. listopadu 1916, Thringstone, Leicestershire) byl anglický filantrop a sociální badatel. Měl blízko fabiánským socialistům a dalším reformátorům, kteří propagovali řízení společnosti na vědeckých principech. Zabýval se výzkumem chudých v Británii na přelomu 19. a 20. století. Jeho kniha Life and Labour of the People je považována za zakládající text britské sociologie.

## Dílo
- Life and Labour of the People, 1st ed., Vol. I. (1889).
- Labour and Life of the People, 1st ed., Vol II. (1891).
- Life and Labour of the People in London, 2nd ed., (1892-97). 9 vols.
- Life and Labour of the People in London, 3nd ed., (1902-3). 17 vols.